# Andy Stevens
Andy Stevens is een voormalig Engels en Canadees voetballer en trainer. In zijn carrière heeft hij bij verschillende clubs in de Verenigde Staten gespeeld. In het seizoen 1925/26 en 1927/28 werd hij topscorer in de American Soccer League.

## Prijzen

### Topscorer American Soccer League
- Winnaar (2): 1925/26 (44), 1927/28 (30)